# Kim Ha-yun
Kim Ha-yun (7 de janeiro de 2000) é uma judoca sul-coreana. Foi medalhista de bronze nos Jogos Olímpicos de Verão de 2024 em Paris.
Kim frequenta a Universidade Nacional de Esportes da Coreia em Seul. Ela é medalhista de bronze no Judo World Masters de 2019 em Qingdao e no Judo Grand Slam Tashkent de 2021.
Kim ganhou uma das medalhas de bronze em sua categoria no Judo Grand Slam Paris de 2022, realizado em Paris, França.